# ستيفان سانسوني
ستيفان سانسوني (بالفرنسية: Stephane Sansoni)‏ مواليد 12 أغسطس 1967 في تولوز، هو لاعب كرة مضرب فرنسي سابق وكان يلعب باليد اليمنى. أعلى تصنيف له في الفردي كان المركز الـ 185 في سنة 1992. أعلى تصنيف له في الزوجي كان المركز الـ 304 في سنة 1992.

## روابط خارجية
- ستيفان سانسوني على موقع رابطة محترفي التنس (الإنجليزية)
- ستيفان سانسوني على موقع الاتحاد الدولي لكرة المضرب (الإنجليزية)
- ستيفان سانسوني على موقع خلاصة التنس.كوم (الإنجليزية)